# Barby (Ardennes)
Barby település Franciaországban, Ardennes megyében. Lakosainak száma 388 fő (2022. január 1.). Barby Acy-Romance, Arnicourt, Château-Porcien, Écly, Nanteuil-sur-Aisne, Rethel, Sorbon és Taizy községekkel határos.

## Népesség
A település népességének változása:
| Lakosok száma | 209  | 347  | 384  | 371  | 377  | 397  | 415  | 416  | 407  | 388  |
|               | 1968 | 1982 | 1990 | 2006 | 2013 | 2015 | 2017 | 2019 | 2020 | 2022 |